# Austrodecus (Tubidecus) oferrecans
Austrodecus (Tubidecus) oferrecans là một loài nhện biển trong họ Austrodecidae. Loài này thuộc chi Austrodecus. Austrodecus (Tubidecus) oferrecans được miêu tả khoa học năm 2000 bởi Bamber.